# Fragiskos Alvertis
Fragiskos „Frankie“ Alvertis (griechisch Φραγκίσκος Αλβέρτης, * 11. Juli 1974 in Athen) ist ein ehemaliger griechischer Basketballspieler der bei einer Körpergröße von 2,06 Metern auf den Positionen des Small Forwards und Power Forwards spielte. Mit 25 gewonnenen Titeln ist Alvertis der erfolgreichste Basketballer Griechenlands und einer der erfolgreichsten in der Geschichte des europäischen Basketballs. 2008 wurde er als einer der 50 bedeutendsten Akteure in der Geschichte der EuroLeague ausgezeichnet.

## Werdegang

### 1986–1990: Erste Schritte und Wechsel zu Panathinaikos
Seine Karriere begann Fragiskos Alvertis bei Glyfada Athen, einem Amateurverein aus dem gleichnamigen Vorort im Süden Athens. Trotz seiner für diese Position ungewöhnlich großen Körpergröße von 2,06 m, spielte Alvertis bei Glyfada auf der Position des Shooting Guard. Nach seinen überragenden Leistungen bei der U-16 Europameisterschaft, wo er zusammen mit seinem Mannschaftskollegen Panagiotis Liadelis die griechische Auswahl auf den zweiten Platz und zur Silbermedaille führte, wurden die Spitzenvereine Griechenlands auf ihn aufmerksam. So wechselte Alvertis 1990 mit erst 16 Jahren zum Profikader von Rekordmeister Panathinaikos Athen. Um diesen Transfer zu realisieren, musste Panathinaikos’ Vereinsführung neben einer hohen Ablösesumme auch den zu dieser Zeit besten Spieler ihrer Wasserballabteilung, Dimitrios Seletopoulos, an Glyfada abgeben. Sah sich der amtierende Vereinspräsident Pavlos Giannakopoulos zu dieser Zeit noch großer Kritik angesichts dieses Tauschgeschäfts ausgesetzt, sollten ihm die späteren Erfolge recht geben.

### 1991–1995: Aufstieg zum Star
| Alvertis in der A1 Ethniki |        |        |       |
| Saison                     | Spiele | Punkte | Titel |
| 1990/91                    | 05     | 10     | -     |
| 1991/92                    | 20     | 137    | -     |
| 1992/93                    | 22     | 88     | P     |
| 1993/94                    | 26     | 179    | -     |
| 1994/95                    | 26     | 367    | -     |
| Alvertis im Europapokal    |        |        |       |
| Saison                     | Spiele | Punkte | Titel |
| 1992/93                    | 04     | 10     | -     |
| 1993/94                    | 21     | 169    | -     |
| 1994/95                    | 21     | 253    | -     |

Als Alvertis zu Panathinaikos wechselte, durchlief der erfolgsverwöhnte Verein gerade eine längere Durststrecke ohne Titel. 1993 gewann Alvertis mit dem griechischen Pokal den ersten Profititel seiner Karriere. Angeführt von Nikos Galis, erreichte Panathinaikos das Pokalfinale und bezwang dort Aris Saloniki mit 96:89. Alvertis der, zu diesem Zeitpunkt jedoch noch wenig Spielzeit erhielt, musste sich bis zur Saison 1993/1994 gedulden, bis er zu einer höheren Einsatzzeit kam. Präsident Giannakopoulos hatte unlängst damit begonnen, große Summen in den Verein zu investieren, und neben Alvertis spielten mittlerweile Basketballer wie z. B. Nikos Galis, Stojko Vranković oder Alexander Wolkow für den Verein. Umgeben von diesen Spielern, schaffte Alvertis mit Panathinaikos 1994 und 1995 zweimal hintereinander den Sprung ins Final-Turnier um den Europapokal der Landesmeister. Beide Male musste sich der Verein im Halbfinale jedoch ausgerechnet Erzrivalen Olympiakos Piräus geschlagen geben und erreichte so jeweils nur den dritten Platz. Wenngleich die Enttäuschung im Vereinsvorstand und den Fans angesichts dieser Niederlagen tief saß, sollten diese Jahre für Alertis den endgültigen Durchbruch bedeuten. Fortan war der mittlerweile auf der Position des Small Forward spielende Alvertis Stammspieler seiner Mannschaft.

### 1996: Alvertis an der Spitze Europas
| Alvertis in der A1 Ethniki |        |        |         |
| Saison                     | Spiele | Punkte | Titel   |
| 1995/96                    | 26     | 373    | P       |
| Alvertis im Europapokal    |        |        |         |
| Saison                     | Spiele | Punkte | Titel   |
| 1995/96                    | 21     | 227    | EPL, IC |

Nachdem 1994 und 1995 der Angriff auf Europas bedeutendsten Vereinstitel im Basketball gescheitert war, verpflichtete Giannakopoulos zu Beginn der Saison 1995/1996 den NBA All-Star Dominique Wilkins. Neben Wilkins wechselte auch Panagiotis Giannakis zu Panathinaikos. Für Alvertis und Panathinaikos schien nun die Zeit gekommen zu sein, ihren ersten europäischen Titel einzufahren. Unter dem Star-Trainer Božidar Maljković schaffte Panathinaikos zum dritten Mal in Folge den Sprung ins Final-Four welches in Paris ausgetragen wurde. Nachdem man im Halbfinale ZSKA Moskau  besiegte, traf man im Finale auf den FC Barcelona und schlug diesen mit 67-66. Mit 17 erzielten Punkten war der erst 22-jährige Alvertis dabei Athens erfolgreichster Schütze im Finale. Nach dem Pokalsieg war dies der bereits zweite Titel für Alvertis, den er 1996 gewinnen konnte. Im gleichen Jahr spielte Panathinaikos gegen Olimpia Venado Tuerto aus Argentinien um den Intercontinental Cup. Nachdem man das erste Spiel am 4. September 1996 in Rosario mit 83-89 verlor, folgten am 10. sowie 12. September zwei Siege in Athen (83-78, 101-76), die Alvertis und Panathinaikos den dritten Titel innerhalb von nur wenigen Monaten bescherten.

### 1997–2004: Titel, Auszeichnungen und Erfolge
| Alvertis in der A1 Ethniki |        |        |       |
| Saison                     | Spiele | Punkte | Titel |
| 1996/97                    | 24     | 267    | -     |
| 1997/98                    | 26     | 137    | M     |
| 1998/99                    | 26     | 88     | M     |
| 1999/00                    | 12     | 179    | M     |
| 2000/01                    | 30     | 367    | M     |
| 2001/02                    | 28     | 373    | -     |
| 2002/03                    | 33     | 373    | M / P |
| 2003/04                    | 31     | 367    | M     |
| Alvertis im Europapokal    |        |        |       |
| Saison                     | Spiele | Punkte | Titel |
| 1996/97                    | 20     | 254    | -     |
| 1997/98                    | 16     | 231    | -     |
| 1998/99                    | 17     | 196    | -     |
| 1999/00                    | 10     | 79     | EPL   |
| 2000/01                    | 24     | 321    | -     |
| 2001/02                    | 22     | 225    | UEL   |
| 2002/03                    | 17     | 169    | -     |
| 2003/04                    | 16     | 179    | -     |

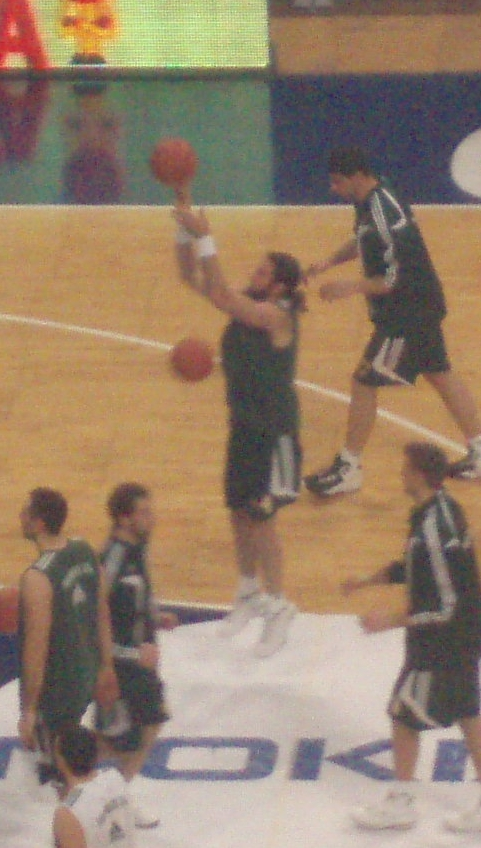
Alvertis bei einem Sprungwurf

1998, acht Jahre nach Alvertis Wechsel zu Panathinaikos, beendete der Verein die lange Durststrecke ohne nationale Meisterschaft. Nach 3-2 Siegen in der Finalserie gegen PAOK Thessaloniki sicherte sich Alvertis seine erste Meisterschaft, welche die Basis für Panathinaikos Vorherrschaft der nächsten Jahre sein sollte. Fortan sollte kein Jahr vergehen in dem Alvertis nicht mindestens einen Titel gewinnen würde. Bis zu diesem Zeitpunkt hatte er sich zu einem der besten Distanzschützen der europäischen Basketballgeschichte entwickelt. Eindrucksvoll konnte er dies in den Jahren 1996 bis 1998 unter Beweis stellen, als er am Rande der griechischen All-Star-Games gleich dreimal in Folge beim Three-Point-Shootout Wettbewerb den Platz als Sieger verlassen konnte. Nach seinem letzten Erfolg 1998 erklärte Alvertis in Zukunft nicht mehr am Wettbewerb teilnehmen zu wollen um, wie er sagte, „auch anderen die Chance zu geben wieder gewinnen zu dürfen“.

2000, vier Jahre nach dem ersten Erfolg im Europapokal der Landesmeister, qualifizierte sich Panathinaikos unter Trainer Željko Obradović mit insgesamt 17-4 Siegen deutlich für das Final-Four in Thessaloniki. Im Finale besiegte Athen Maccabi Tel Aviv und der inzwischen zum Kapitän seiner Mannschaft aufgestiegene Alvertis konnte seinen zweiten Europapokalsieg feiern. 2002 reiste Alvertis mit Panathinaikos als Außenseiter zum Final-Four Turnier der EuroLeague nach Bologna. Nachdem man im Halbfinale Maccabi Tel Aviv noch erwartungsgemäß mit 83-75 schlagen konnte, traf man im Finale am 5. Mai auf die favorisierten Gastgeber von Buckler Bologna die Spieler wie Antoine Rigaudeau oder die späteren NBA-Stars Manu Ginóbili sowie Marko Jarić unter Vertrag stehen hatten. Athen gewann das Finale mit 89-83 und Alvertis erzielte dabei elf Punkte.
Zwischen 1997 und 2004 gewann Alvertis sechs Meisterschaften, einen Pokal sowie zwei Europapokale. Zudem stand er 1998 im Halbfinale um den Europapokals der Pokalsieger und 2001 im Finale der Suproleague. Ferner war er Stammgast beim griechischen All-Star Game und erhielt mehrere Auszeichnungen zum MVP.

### 2004–2009: Eine neue Rolle für Alvertis
| Alvertis in der A1 Ethniki |        |        |       |
| Saison                     | Spiele | Punkte | Titel |
| 2004/05                    | 27     | 232    | M / P |
| 2005/06                    | 26     | 147    | M / P |
| 2006/07                    | 25     | 121    | M / P |
| 2007/08                    | 28     | 125    | M / P |
| 2008/09                    | -      | -      | M / P |
| Alvertis im Europapokal    |        |        |       |
| Saison                     | Spiele | Punkte | Titel |
| 2004/05                    | 20     | 169    | -     |
| 2005/06                    | 16     | 128    | -     |
| 2006/07                    | 11     | 36     | UEL   |
| 2007/08                    | 12     | 36     | -     |
| 2008/09                    | 1      | 0      | UEL   |

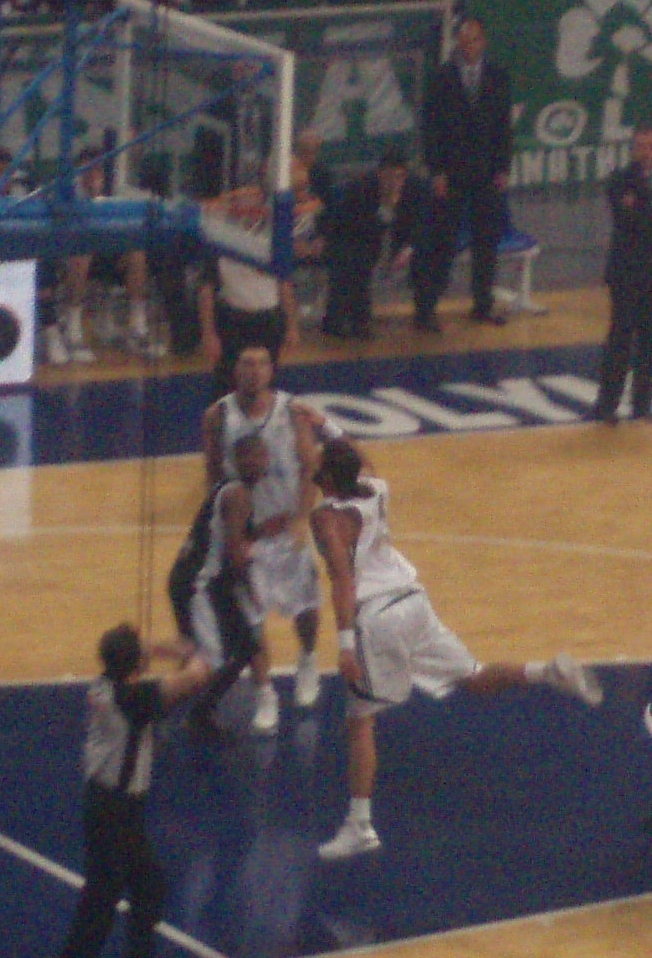
Alvertis bei einem Korbleger

Mit fortschreitendem Alter wurde Alvertis immer öfter auf der Position des Power Forward aufgestellt. Mit Beginn der Saison 2004/2005 wurde er auch immer seltener in der Starting Five Athens eingesetzt. Die Einsatzzeit des inzwischen 30-jährigen Kapitäns wurde von Saison zu Saison geringer, ohne dass dieser jedoch an Effizienz oder Spielklasse einbüßte. Alvertis kam von der Bank und seine Aufgabe bestand meistens darin, seine Mitspieler in der Frontline zu entlasten oder für den sicheren Schuss von jenseits der Drei-Punkt-Linie zu sorgen.

Seinen vierten Europapokal gewann Alvertis 2007 vor heimischer Kulisse in der Athener Olympiahalle. Nachdem er zuvor bereits den Pokal und wenige Wochen später die Meisterschaft gewinnen konnte, war dies gleichbedeutend mit dem ersten Triple seiner Karriere.

Am 18. November 2007 erreichte Alvertis, bei einer Begegnung gegen Marousi Athen, als erst zweiter Spieler 500 Einsätze in der höchsten griechischen Spielklasse. Bei einer Begegnung gegen Panellinios Athen am 20. Januar 2008 erzielte Alvertis seinen 600. erfolgreichen Drei-Punkte-Wurf in einem Meisterschaftsspiel der griechischen A1 Ethniki. Vor ihm war dies nur den Spielern Angelos Koronios und John Korfas gelungen. 2008 wurde Alvertis als einer der 50 bedeutendsten Akteure in der Geschichte der Europaliga ausgezeichnet. Mit seiner neunten Qualifikation für das Finale um den griechischen Vereinspokals stellte Alvertis 2009 einen neuen Rekord auf. 2009 gewann Alvertis ein weiteres Mal die EuroLeague.
Zwischen 2004 und 2009 gewann Alvertis fünf Meisterschaften, fünf Pokale sowie zwei Mal die EuroLeague.
2009 beendete Alvertis nach 19 Jahren bei Panathinaikos, 25 gewonnenen Titeln und 525 Erstligaspielen seine aktive Spielerkarriere.

## Nationalmannschaft
Mit den Nachwuchsmannschaften der U-16 sowie U-20 Auswahl Griechenlands konnte Alvertis jeweils die Silbermedaille bei Europameisterschaften gewinnen. Sein Debüt bei der griechischen Nationalmannschaft gab Alvertis am 28. Mai 1993 als erst 18-jähriger bei einem Spiel gegen die deutsche Basketballnationalmannschaft in Hamburg. Bei der Partie, die Griechenland mit 85-72 gewann. In den folgenden 11 Jahren gehörte Alvertis zu den Stammspielern Griechenlands und nahm an fünf Europameisterschaften, einer Weltmeisterschaft sowie an den Olympischen Spielen in Atlanta und Athen teil. 2004, nach einer Begegnung gegen Puerto Rico, welche Griechenland mit 85-75 für sich entscheiden konnte, trat Alvertis nach 155 Einsätzen und 1605 Punkten (10,35 im Schnitt) aus dem Nationalteam zurück. Obwohl ihm bei der Nationalmannschaft der ganz große Wurf verwehrt blieb, hat er unter anderem vierte Plätze bei Welt- und Europameisterschaften sowie zwei fünfte Plätze bei Olympischen Spielen vorzuweisen.

## Spielstil
Alvertis galt für lange Zeit als einer der besten Distanzschützen Europas. Seine Wurftechnik in Kombination mit seiner Größe machten es seinen Gegnern vor allem zu Beginn seiner Karriere schwer, ihn zu verteidigen, als er noch auf der Position des Shooting Guard spielte. Obgleich seine Stärken eindeutig in der Offensive lagen, galt er als überdurchschnittlich guter Verteidiger. Zu seinem Markenzeichen gehörte der sogenannte „turnaround fade away jump shot“ (Drehsprungwurf im nach hinten fallen).

## Trainerkarriere
Im März 2014 übernahm Alvertis bei Panathinaikos das Traineramt, nachdem zuvor der Vertrag mit seinem Vorgänger Argiris Pedoulakis vorzeitig aufgelöst wurde. In der Finalserie traf die von Alvertis geleitete Mannschaft auf Olympiakos Piräus und gewann die griechische Meisterschaft. Für Alvertis war dies der erste Trainertitel seiner Karriere. Seine Tätigkeit als Interimstrainer endete am 10. Juni 2014 als der Montenegriner Duško Ivanović von Panathinaikos als neuer Trainer vorgestellt wurde.

## Erfolge

### Als Spieler

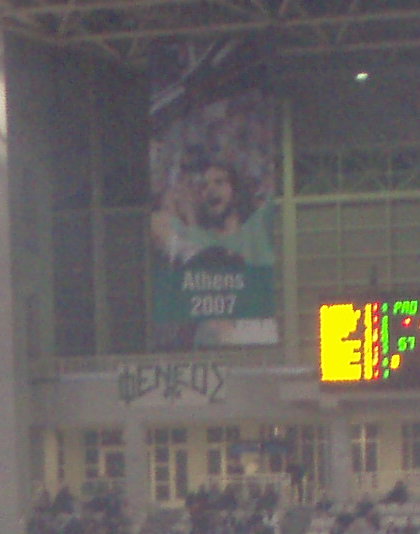
Alvertis-Banner in der Olympiahalle

Mit Panathinaikos gewann Alvertis mit elf Meisterschaften genauso viele wie Panagiotis Koroneos und liegt damit auf Platz zwei der erfolgreichsten Spieler hinter Dimitrios Kokolakis (12 Titel). Ferner konnte er acht Mal den griechischen Vereinspokal gewinnen. Zusammen mit seinem langjährigen Mitspieler Konstantinos Tsartsaris stellt dies die Bestmarke dar. Darüber hinaus führte er seine Mannschaft zu fünf Europapokalsiegen und einem Intercontinental Cup. Diese sechs internationalen Vereinstitel stellen ebenfalls einen griechischen Rekord dar.
- Griechischer Meister: 1998, 1999, 2000, 2001, 2003, 2004, 2005, 2006, 2007, 2008, 2009
- Griechischer Pokalsieger: 1993, 1996, 2003, 2005, 2006, 2007, 2008, 2009
- Europapokal der Landesmeister: 1996, 2000
- EuroLeague: 2002, 2007, 2009
- Intercontinental Cup: 1996
- U-16 Vize-Europameister: 1991
- U-20 Vize-Europameister: 1992

### Als Trainer
- Griechischer Meister: 2014

## Auszeichnungen
- MVP des Akropolis-Turniers: 2000
- MVP des griechischen All Star Game: 2001
- MVP des griechischen Pokalfinals: 2003
- MVP der A1 Ethniki: 2003
- „50 Greatest Euroleague Contributors“: 2008
- Teilnahmen am griechischen All Star Game: (1994 (II), 1996 (I), 1996 (II), 1997, 1998, 2001–2007)
- Sieger im Three-Point-Shootout Wettbewerb des griechischen All-Star-Games: (1996 I, 1996 II, 1997)
- Teilnahmen an Europameisterschaften: 1995, 1997, 1999, 2001, 2003
- Teilnahme an Weltmeisterschaften: 1998
- Teilnahme an Olympischen Spielen: 1996, 2004
- Teilnahme an der U-16 Europameisterschaft: 1991
- Teilnahme an der U-20 Europameisterschaft: 1992

## Familiäres
Alvertis ist mit seiner Frau Anta verheiratet, welche eine ehemalige Wasserballspielerin ist. Beide kennen sich von ihrer gemeinsamen Schulzeit und haben zwei Söhne.

## Trivia
- Mit neun Finalteilnahmen im Wettbewerb um den Griechischen Pokal ist Alvertis Rekordhalter.
- Mit zwölf Teilnahmen beim griechischen All-Star Game ist Alvertis Rekordhalter.
- Alvertis war der Trauzeuge von Dimitris Papanikolaou.

## Zitate
- „Zuerst werde ich den Verein verlassen und dann erst Alvertis! Ich habe eine ganze Wasserballmannschaft für ihn zerstört, aber das war es wert.“ (Pavlos Giannakopoulos, Präsident der Basketballabteilung von Panathinaikos Athen)
- „Franky ist der größte Kapitän, den ich je in einer meiner Mannschaften hatte.“ (Željko Obradović)